# 広根諸勝
広根 諸勝（ひろね の もろかつ）は、平安時代初期の皇族・貴族。姓は朝臣。光仁天皇の子。官位は従五位上・摂津介。

## 経歴
延暦6年（787年）桓武天皇の皇子・岡成と共に臣籍降下し、諸勝は広根朝臣姓を与えられる。
大同5年（810年）9月の薬子の変発生に伴って行われた叙位任官にて従五位下・山城介に叙任されるが、10月には摂津介に転じる。弘仁5年（814年）嵯峨天皇が摂津国の交野と水生野（水無瀬野）に行幸して狩猟を行った際に、山城・摂津・河内国の国司が叙位を受けたが、この際に諸勝は従五位上に昇叙されている。

## 官歴
『六国史』による。
- 延暦6年（787年） 2月5日：臣籍降下（広根朝臣）
- 時期不詳：正六位上
- 大同5年（810年） 9月10日：従五位下、山城介。10月7日：摂津介
- 弘仁5年（814年） 2月21日：従五位上

## 系譜
- 父：光仁天皇
- 母：県犬養勇耳 - 女孺
- 妻：不詳